# Ovulaster
Ovulaster is een geslacht van uitgestorven zee-egels uit de familie Ovulasteridae.

## Soorten
- Ovulaster zignoi (d'Orbigny, 1854) † Laat-Krijt, Italië.
- Ovulaster reticulatus Smith & Gallemi, 1999 † Maastrichtien, Spanje.
- Ovulaster protodecimae Giusberti et al. 2005 † Danien, Italië.
- Ovulaster auberti Gauthier, 1892 † Laat-Krijt, Tunesië.